# Guebwiller
Guebwiller (tyska Gebweiler) är en stad och kommun i regionen Alsace i nordöstra Frankrike. År 2022 hade kommunen Guebwiller 11 090 invånare., med totalt 32 000 invånare i hela storstadsområdet.

## Befolkningsutveckling
Antalet invånare i kommunen Guebwiller
| Referens: INSEE |